# إستيل هارمان
إستيل هارمان (بالإنجليزية: Estelle Harman)‏ هي ممثلة أمريكية، ولدت في 11 سبتمبر 1922 في بومونت في الولايات المتحدة، وتوفيت في 15 أبريل 1995 في لوس أنجلوس في الولايات المتحدة.